# Марцано ди Нола
Марцано ди Нола (итал. Marzano di Nola) је насеље у Италији у округу Авелино, региону Кампанија.
Према процени из 2011. у насељу је живело 1647 становника. Насеље се налази на надморској висини од 110 м.

## Становништво
Према резултатима пописа становништва 2011. у општини је живело 1.680 становника.
| 1951. | 1961. | 1971. | 1981. | 1991. | 2001. | 2011. |
| ----- | ----- | ----- | ----- | ----- | ----- | ----- |
| 1.600 | 1.589 | 1.418 | 1.423 | 1.541 | 1.607 | 1.680 |

## Партнерски градови
- Бибијано
- Курси